# Maduravoyal
Maduravoyal là một thị xã của quận Thiruvallur thuộc bang Tamil Nadu, Ấn Độ.

## Nhân khẩu
Theo điều tra dân số năm 2001 của Ấn Độ, Maduravoyal có dân số 44.127 người. Phái nam chiếm 52% tổng số dân và phái nữ chiếm 48%. Maduravoyal có tỷ lệ 73% biết đọc biết viết, cao hơn tỷ lệ trung bình toàn quốc là 59,5%: tỷ lệ cho phái nam là 78%, và tỷ lệ cho phái nữ là 67%. Tại Maduravoyal, 12% dân số nhỏ hơn 6 tuổi.